# Hockey Vercelli 2023-2024
Questa voce raccoglie le informazioni riguardanti l'Hockey Vercelli nelle competizioni ufficiali della stagione 2023-2024.

## Maglie e sponsor
Lo sponsor tecnico per la stagione 2023-2024 è Erreà, mentre lo sponsor ufficiale è Engas, società di vendita di gas metano ed energia elettrica.
| 1ª divisa | 2ª divisa |

## Organigramma societario
- Presidente: Marta Anna Ferretti
- Vicepresidente: Alvise Racioppi e Piero Mentasti
- Direttore generale: Davide Costanzo
- Consigliere: Mirko Brizzi, Paolo Gallione, Roberto Giraudi
- Segretario: Mirko Brizzi

## Organico

### Staff tecnico
- Allenatore:

## Mercato
| Acquisti | Acquisti         | Acquisti         | Acquisti |
| R.       | Nome             | da               |          |
| -------- | ---------------- | ---------------- | -------- |
| A        | Davide Bergamin  | Azzurra Novara   |          |
| D        | Giorgio Maniero  | Dornbirn         |          |
| D        | Cosimo Mattugini | Montebello       |          |
| A        | Marcos Orellano  | Candelária       |          |
| P        | Alex Pettenuzzo  | Seregno 2012     |          |
| A        | Xavier Rubio     | Valdagno         |          |
| D        | Andrea Stefani   | Roller Scandiano |          |

| Cessioni | Cessioni          | Cessioni         | Cessioni |
| R.       | Nome              | a                |          |
| -------- | ----------------- | ---------------- | -------- |
| D        | Matteo Brusa      | Azzurra Novara   |          |
| D        | Sergi Canet       | PAS Alcoy        |          |
| A        | Matteo Loguercio  | Montebello       |          |
| D        | Giorgio Maniero   | Azzurra Novara   |          |
| D        | Cosimo Mattugini  | AFP Giovinazzo   |          |
| D        | Diogo Neves       | Trissino         |          |
| A        | Maxi Oruste       | Reus Deportiu    |          |
| P        | Alex Pettenuzzo   | Sarzana          |          |
| P        | Andrea Raffa      | Amatori Lodi (B) |          |
| A        | Xavier Rubio      | AFP Giovinazzo   |          |
| A        | Massimo Tataranni | Breganze         |          |
| P        | Mattia Verona     | Breganze         |          |
| A        | Matteo Zucchetti  | HRC Monza        |          |